# Catasticta paucartambo
Catasticta paucartambo är en fjärilsart som först beskrevs av Ulf Eitschberger och Racheli 1998.  Catasticta paucartambo ingår i släktet Catasticta och familjen vitfjärilar.
Artens utbredningsområde är Peru. Inga underarter finns listade i Catalogue of Life.